# Direito de revolução

A Liberdade guiando o Povo de Eugène Delacroix, ilustrando a Revolução de Julho de 1830 contra o rei Carlos X da França.

O direito de revolução ou direito de rebelião, na filosofia política, é o direito ou dever de um povo de "alterar ou abolir" um governo que atue contra os seus interesses comuns ou ameace a segurança do povo sem causa justificável. Afirmada ao longo da história, de uma forma ou de outra, a crença neste direito tem sido usada para justificar várias revoluções, incluindo a Revolução Americana, a Revolução Francesa, a Revolução Russa e a Revolução Iraniana.

## História

### Primeiros exemplos

#### China Antiga
Para justificar a derrubada da dinastia Shang anterior, os reis da dinastia Zhou (1122–256 a.C.) da China promulgaram o conceito conhecido como Mandato do Céu, de que o Céu abençoaria a autoridade de um governante justo, mas ficaria descontente e retiraria seu mandato de um governante despótico. O Mandato do Céu seria então transferido para aqueles que governassem melhor. Historiadores chineses interpretaram uma revolta bem-sucedida como evidência de que o Mandato do Céu havia sido transmitido. Ao longo da história chinesa, rebeldes que se opuseram à dinastia governante alegaram que o Mandato do Céu havia passado, dando-lhes o direito de se revoltar. As dinastias governantes muitas vezes se sentiam desconfortáveis com isso, e os escritos do filósofo confucionista Mêncio (372–289 a.C.) eram frequentemente suprimidos por declarar que o povo tinha o direito de derrubar um governante que não atendesse às suas necessidades.

#### Roma Antiga

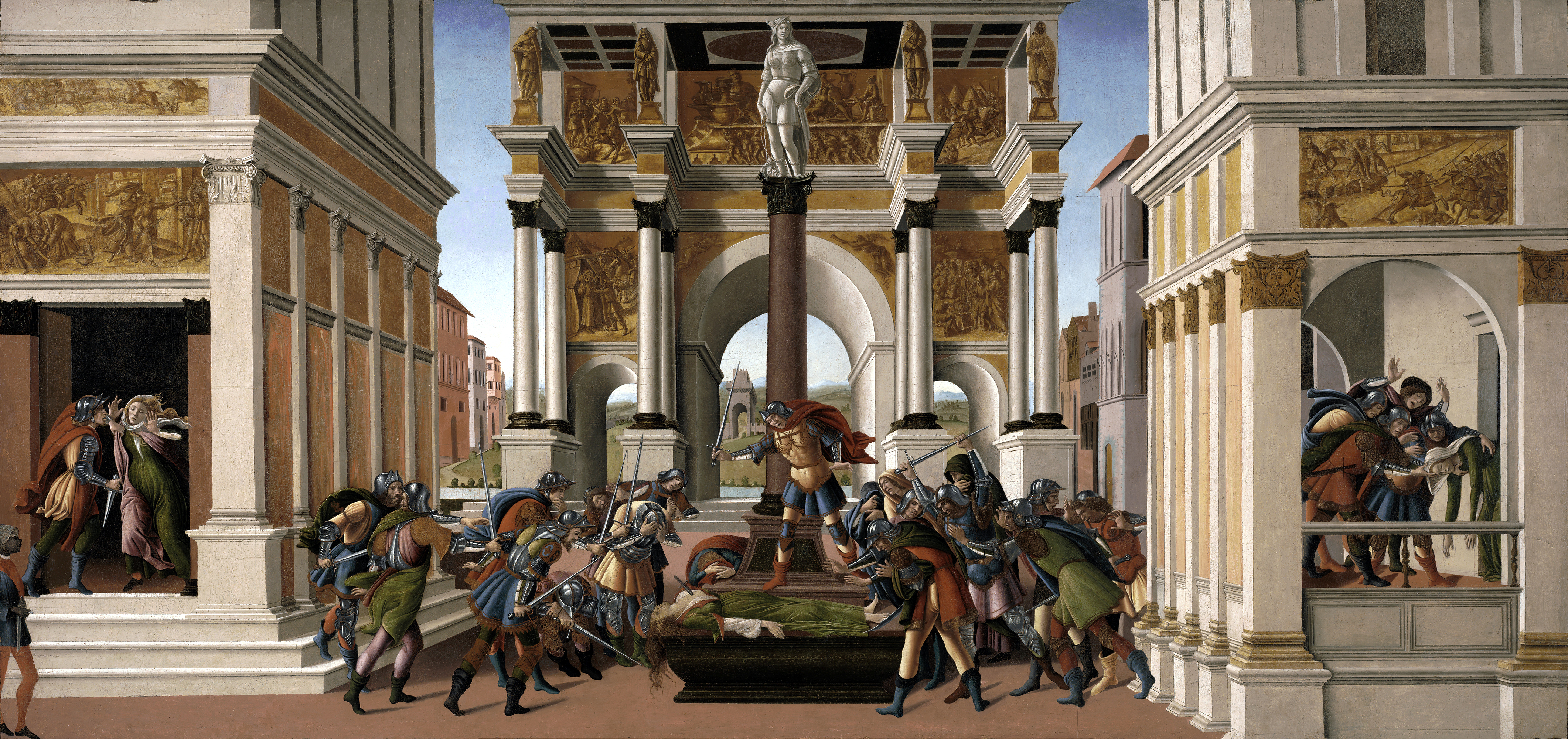
A República Romana foi estabelecida após a queda da monarquia romana.

O líder populista Tibério Graco tentou justificar a privação do poder do tribuno Marco Otávio argumentando que um tribuno "fica privado, por seu próprio ato, de honras e imunidades, pela negligência do dever pelo qual a honra lhe foi concedida". Para Graco, aquele "que ataca o poder do povo não é mais um tribuno".
Ele reforçou seu argumento destacando o precedente da queda de Tarquínio, o Soberbo, "quando ele agiu injustamente; e pelo crime de um único homem, o antigo governo sob o qual Roma foi construída foi abolido para sempre". Como observa o historiador Edward Gibbon, após a queda de Tarquínio, "o romano ambicioso que ousasse assumir seu título ou imitar a tirania [de Tarquínio] era devotado aos deuses infernais: cada um de seus concidadãos estava armado com a espada da justiça; e o ato de Brutus, por mais repugnante que fosse à gratidão ou à prudência, já havia sido santificado pelo julgamento de seu país". 
Após a morte de Augusto, o soldado Percennius fomentou um motim nas legiões da Panônia. Acreditando que tinham o direito de se rebelar violentamente para obter melhor tratamento e maior reconhecimento do Estado, ele perguntou retoricamente aos soldados comuns por que eles se submetiam aos centuriões, já que a vida militar implicava em salários tão baixos e tantos anos de serviço. Muitos soldados compartilhavam seus sentimentos. Segundo o historiador Tácito, "a multidão aplaudiu por vários motivos, alguns apontando para as marcas do chicote, outros para seus cabelos grisalhos e a maioria deles para suas vestes puídas e membros nus". 
O pretoriano Subrius Flavus justificou seu direito de revolução contra o imperador Nero com base no fato de que os crimes de Nero significavam que ele não merecia mais o amor do povo: "Comecei a odiá-lo quando você se tornou o assassino de sua mãe e de sua esposa, um cocheiro, um ator e um incendiário." 
Em 285 d.C., Maximiano reprimiu uma rebelião de camponeses gauleses que resistiam violentamente à exploração de seus senhores. Eles lutaram por seus direitos naturais contra as condições miseráveis em que foram colocados. Gibbon diz que eles “afirmaram os direitos naturais dos homens, mas afirmaram esses direitos com a mais selvagem crueldade”. 

#### Europa Medieval

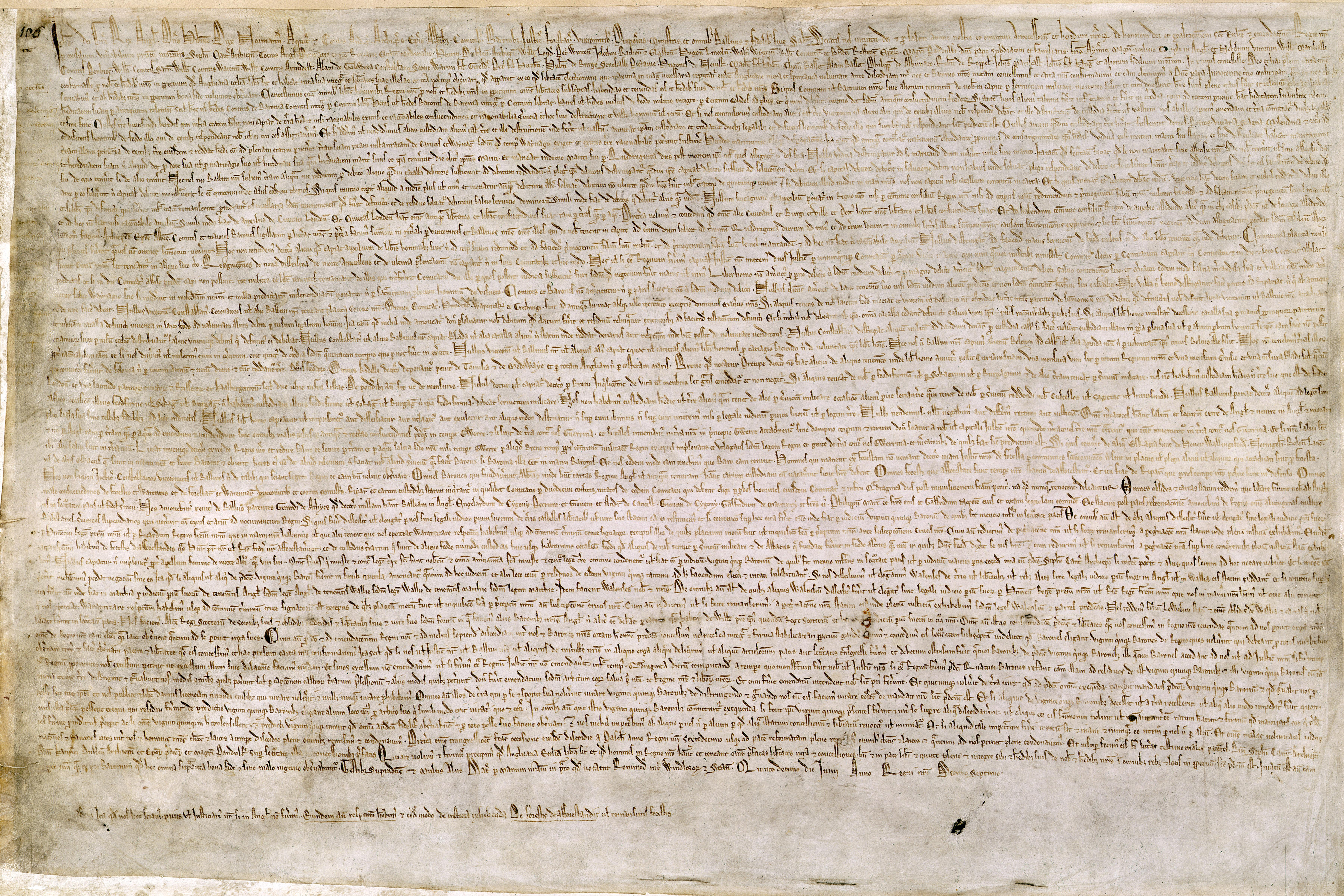
A Magna Carta marca uma das primeiras tentativas de limitar a autoridade de um soberano e é vista como um símbolo do Estado de Direito.

Um exemplo do surgimento do direito de revolução pode ser rastreado até Þorgnýr, o Legislador, que em 1018 teve um confronto dramático com o Rei da Suécia. O legislador alegou que o rei da Suécia era responsável perante o povo e seria deposto por ele se continuasse com sua guerra impopular com a Noruega.
Outro exemplo foram as Cartas semi-míticas de Sobrarbe, alegadamente emitidas nos Pirenéus na década de 850, que consagraram o princípio jurídico ibérico de que "as leis vêm antes dos reis".  Especificamente, a 6ª carta de Sobrarbe (mencionada pela primeira vez em 1117) especificou que "Se Ele [o Rei] tiranizasse o reino contra os fueros ou liberdades, o reino deveria ser livre para escolher outro rei, mesmo que fosse pagão",  consagrando assim o direito de rebelião contra o Rei. Durante a Alta Idade Média, as Cartas de Sobrarbe foram utilizadas tanto no reino de Navarra  como no reino de Aragão para frustrar a autoridade real, e no reino medieval de Aragão para criar a figura da Justicia de Aragón, um cargo mencionado pela primeira vez em 1115,  nomeado pelo parlamento aragonês, e com amplos poderes para vetar qualquer acção do Rei considerada contrária aos costumes e leis do reino; isto proporcionou uma estrutura institucional e constitucional excepcionalmente completa para desobedecer ao Rei.  O lema legal "Obedezco pero no cumplo" [Obedeço, mas não cumpro] encontrado na lei castelhana, também decorrente desta tradição, foi usado para justificar a desobediência às ordens do rei que eram consideradas contrárias à lei; este princípio legal foi usado em tudo, desde contornar a censura  até justificar rebeliões abertas, como por exemplo, foi explorado por Hernán Cortés para justificar sua invasão e conquista ilegal do México contra as ordens explícitas do rei de Castela e seus oficiais em Cuba. 
Outro exemplo é a Magna Carta, uma carta inglesa emitida em 1215, que exigia que o rei renunciasse a certos direitos e aceitasse que sua vontade pudesse ser vinculada pela lei. Incluía uma "cláusula de segurança" que dava o direito a um comitê de barões de anular a vontade do rei pela força, se necessário. A Magna Carta influenciou diretamente o desenvolvimento da democracia parlamentar e de muitos documentos constitucionais, como a Constituição dos Estados Unidos.  A Bula de Ouro de 1222 foi uma bula de ouro, ou édito, emitida pelo Rei André II da Hungria. A lei estabeleceu os direitos dos nobres da Hungria, incluindo o direito de desobedecer ao rei quando este agia de forma contrária à lei (jus resistendi). A Bula de Ouro é frequentemente comparada à Magna Carta; a Bula foi o primeiro documento constitucional da nação da Hungria, enquanto a Magna Carta foi a primeira carta constitucional da nação da Inglaterra.
Tomás de Aquino também escreve sobre o direito de resistir à tirania na Summa Theologica. Ele considera que uma lei não é uma lei, mas um ato de violência, se contradiz o bem humano ou divino, se estende demais o poder do legislador ou prejudica desigualmente diferentes partes da sociedade.  Para Aquino, derrubar um tirano não torna uma população sediciosa. Em vez disso, a tirania dos tiranos significa que eles cometem "sedição", com a qual Aquino quer dizer perturbação daqueles que trabalham juntos legalmente para o bem da multidão:
Na verdade, é o tirano que é culpado de sedição, pois ele encoraja a discórdia e a sedição entre seus súditos, para que possa dominá-los com mais segurança; pois isso é tirania, pois é ordenado para o bem privado do governante e para o prejuízo da multidão.
Nicole Oresme, em seu Livre de Politiques, negou categoricamente qualquer direito de resistência. João de Salisbury defendeu o assassinato revolucionário direto de governantes tirânicos e antiéticos em seu Policraticus.

#### Europa moderna inicial
Noções teológicas do direito de revolução foram elaboradas no início do período moderno. Os jesuítas, especialmente Roberto Belarmino e João de Mariana, eram amplamente conhecidos e frequentemente temidos por defenderem a resistência à tirania e, muitas vezes, ao tiranicídio — uma das implicações do enfoque da lei natural da Escola de Salamanca.
João Calvino acreditava em algo semelhante. Em um comentário sobre o Livro de Daniel, ele observou que os monarcas contemporâneos fingem reinar "pela graça de Deus", mas a pretensão era "uma mera fraude" para que pudessem "reinar sem controle". Ele acreditava que "os príncipes terrenos se depõem quando se levantam contra Deus", então "nos cabe cuspir em suas cabeças em vez de obedecê-los". Quando cidadãos comuns são confrontados com a tirania, ele escreveu, cidadãos comuns têm que sofrê-la. Mas os magistrados têm o dever de "refrear a tirania dos reis", como tinham os Tribunos da Plebe na Roma antiga, os Éforos em Esparta e os Demarcas na Atenas antiga. O fato de Calvino poder apoiar um direito de resistência em teoria não significava que ele considerasse tal resistência prudente em todas as circunstâncias. Pelo menos publicamente, ele discordou do apelo do calvinista escocês John Knox à revolução contra a rainha católica Maria I Tudor da Inglaterra. 
A Igreja Católica compartilhava das preocupações prudenciais de Calvino – o Papa condenou a Conspiração da Pólvora de Guy Fawkes, e Regnans in Excelsis foi amplamente considerado um erro. Em vez disso, o curso de ação mais seguro para o povo era suportar a tirania pelo máximo de tempo possível, em vez de correr os riscos maiores de uma revolução armada.
O direito à revolução foi exposto pelos monarquistas no contexto das Guerras Religiosas Francesas e pelos pensadores huguenotes que legitimaram os tiranicidas. No último capítulo de O Príncipe, Nicolau Maquiavel exorta a família Médici a empreender uma insurreição violenta "para libertar a Itália dos bárbaros". Ele explica por que as circunstâncias contemporâneas justificam o direito de revolução dos Médici:
A Itália, deixada sem vida, espera por aquele que ainda irá curar suas feridas e pôr fim à devastação e pilhagem da Lombardia, à fraude e à tributação do reino e da Toscana, e limpar aquelas feridas que por muito tempo infeccionaram. É visto como ela implora a Deus para enviar alguém que a liberte dessas injustiças e insolências bárbaras. É visto também que ela está pronta e disposta a seguir uma bandeira se apenas alguém a levantar.

### Visões filosóficas

#### John Locke

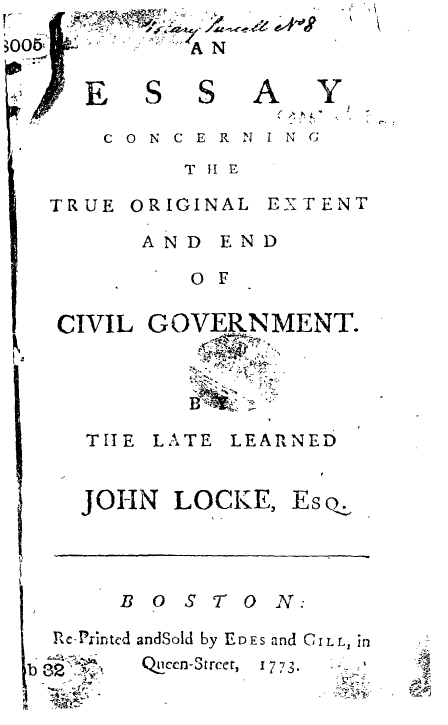
Dois Tratados sobre o Governo, escritos por John Locke, desenvolveram a ideia de "direito de revolução". Essa noção foi usada como base para a Revolução Gloriosa de 1688.

Talvez nenhum outro grande filósofo tenha escrito tanto sobre o direito à revolução quanto o pensador iluminista John Locke. Ele desenvolveu o conceito em seus Dois Tratados sobre o Governo, especialmente nos dois últimos capítulos, "Da Tirania" e "Da Dissolução do Governo". O direito constituía uma parte importante de sua teoria do contrato social, na qual ele definia a base das relações sociais. Locke disse que, segundo a lei natural, todas as pessoas têm direito à vida, à liberdade e à propriedade privada; segundo o contrato social, as pessoas poderiam instigar uma revolução contra o governo quando este agisse contra os interesses dos cidadãos, para substituir o governo por um que servisse aos interesses dos cidadãos. Em alguns casos, Locke via a revolução como uma obrigação. Para ele, o direito à revolução funcionava como uma salvaguarda contra a tirania.
Locke defendeu o direito à revolução em Dois Tratados sobre o Governo desta forma:
Sempre que os Legisladores se esforçam para tirar e destruir a Propriedade do Povo, ou reduzi-los à Escravidão sob Poder Arbitrário, eles se colocam em um estado de Guerra com o Povo, que é então absolvido de qualquer Obediência posterior, e é deixado para o Refúgio comum, que Deus providenciou para todos os Homens, contra a Força e a Violência. Sempre que, portanto, o Legislativo transgride esta Regra fundamental da Sociedade; e seja por Ambição, Medo, Loucura ou Corrupção, se esforça para agarrar a si mesmo, ou colocar nas mãos de qualquer outro um Poder Absoluto sobre as Vidas, Liberdades e Propriedades do Povo; Por esta quebra de Confiança eles perdem o Poder, o Povo colocou em suas mãos, para fins completamente contrários, e ele recai sobre o Povo, que tem o Direito de retomar sua Liberdade original.
Para Locke, esses governos se desfizeram ao atrapalhar o direito dos cidadãos à propriedade. Ele acreditava que “os governos são dissolvidos” quando “tentam invadir a propriedade do sujeito”, uma vez que é direito do povo “escolher e autorizar um legislativo” e instituições de acompanhamento que atuem “como guardas e cercas para as propriedades de toda a sociedade”.  Em outros escritos, ele usou a analogia de um ladrão para explicar por que a violação tirânica da propriedade resulta em uma lei injusta: "Se um ladrão invadir minha casa e, com uma adaga em minha garganta, me fizer selar escrituras para transferir minha propriedade a ele, isso lhe daria algum título? Tal título por sua espada tem um conquistador injusto que me força à submissão. A injúria e o crime são iguais, sejam cometidos pelo portador de uma coroa ou por algum vilão mesquinho."  Assim, de acordo com Locke, se um governo age contra o direito de propriedade de um cidadão, esse cidadão pode exercer seu direito de revolução contra esse governo.
Locke baseou-se na história do Antigo Testamento sobre a rebelião de Ezequias contra o rei da Assíria para defender o argumento de que Deus apoiava qualquer povo que se rebelasse contra um governo injusto, dizendo que "é claro que sacudir um poder que a força, e não o direito, colocou sobre alguém, embora tenha o nome de rebelião, não é uma ofensa diante de Deus, mas sim aquilo que Ele permite e tolera". 
Como Aquino, Locke acreditava que os indivíduos verdadeiramente sediciosos ou rebeldes não são aqueles que mudam o legislativo para garantir o bem-estar público, mas os déspotas que violaram o bem-estar público em primeiro lugar com suas leis ilegítimas: "Pois quando os homens, ao entrarem na sociedade e no governo civil, excluíram a força e introduziram leis para a preservação da propriedade, da paz e da unidade entre si, aqueles que novamente invocam a força em oposição à lei, rebelam-se - isto é, trazem de volta o estado de guerra e são propriamente rebeldes".  Assim como Aquino, Locke considerava justo que um súdito desobedecesse a qualquer governante que estendesse demais seu poder político. Em Uma Carta Sobre Tolerância, ele argumentou que "se a lei, de fato, diz respeito a coisas que não estão dentro dos limites da autoridade dos magistrados, ... os homens não são, nesses casos, obrigados por essa lei, contra suas consciências." 
No entanto, Locke não era apenas um defensor da luta contra a tirania por meio da desobediência civil às leis injustas. Ele também sugeriu o uso de insurreição violenta em situações em que um centro de poder ilegítimo, como um executivo desonesto, usou a força para subjugar o poder supremo do país, ou seja, o legislativo:
Por ter erigido um legislativo com a intenção de que [o povo] exerça o poder de fazer leis, ... quando são impedidos por qualquer força do que é tão necessário para a sociedade, e onde consiste a segurança e preservação do povo, o povo tem o direito de removê-lo pela força. Em todos os estados e condições, o verdadeiro remédio da força sem autoridade é opor a força a ela.

#### Jean-Jacques Rousseau

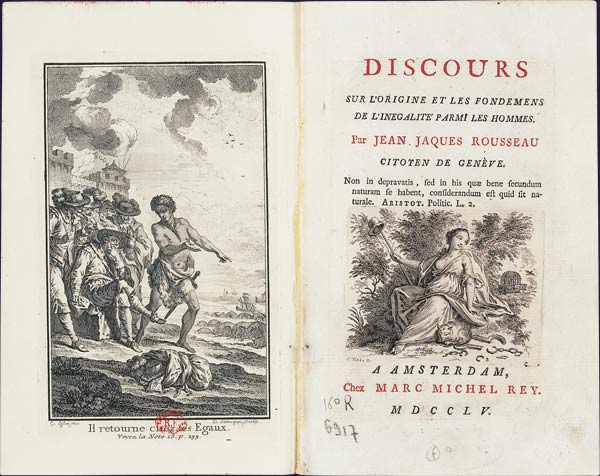
O Discurso sobre a Desigualdade de Rousseau argumenta a favor do direito de revolução contra déspotas.

Mais tarde, Jean-Jacques Rousseau concordaria com o ponto de Locke sobre a força, afirmando em sua obra Sobre a Origem da Desigualdade que:

O contrato de governo é tão completamente dissolvido pelo despotismo, que o déspota é mestre apenas enquanto ele permanece o mais forte; assim que ele pode ser expulso, ele não tem o direito de reclamar de violência. A insurreição popular que termina na morte ou deposição de um sultão é um ato tão legal quanto aqueles pelos quais ele dispôs, no dia anterior, das vidas e fortunas de seus súditos. Ele foi mantido apenas pela força, é apenas a força que o derruba.

#### Emanuel Kant

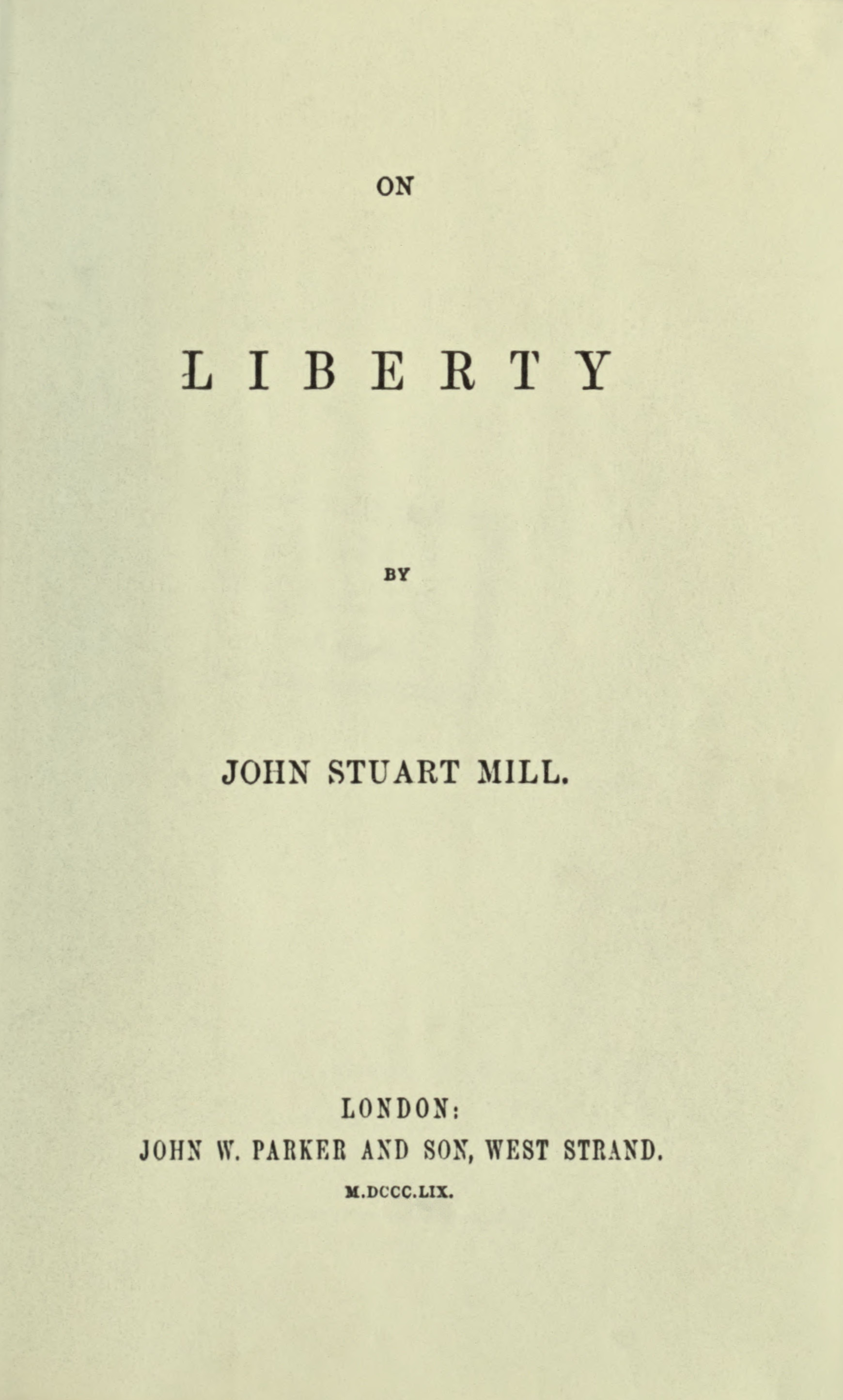
John Stuart Mill foi um defensor do direito à revolução em nome da liberdade.

Nem todos os pensadores iluministas apoiaram o princípio da rebelião. Immanuel Kant teria discordado fortemente de Locke e Rousseau no que diz respeito à noção de existência de algum princípio geral de direito à revolução. Ele acreditava que "se o governante ou regente, como órgão do poder supremo, procede em violação das leis, como na imposição de impostos, recrutamento de soldados e assim por diante, contrariamente à lei da igualdade na distribuição dos encargos políticos, o sujeito pode opor queixas e objeções (gravamina) a esta injustiça, mas não resistência ativa". Ele reafirma isso repetidamente em A Metafísica da Moral, afirmando que "não há direito de sedição, e ainda menos de revolução", a razão é que "é somente pela submissão à vontade legislativa universal, que uma condição de lei e ordem é possível". Além disso, Kant acreditava que qualquer "compulsão forçada [do destronamento de um monarca], por parte do povo, não pode ser justificada sob o pretexto de um direito de necessidade (casus necessitatis)". 

#### John Stuart Moinho
John Stuart Mill acreditava em uma forma moralmente justificável de direito à revolução contra a tirania, colocando-o firmemente na tradição de Tomás de Aquino, Locke e Rousseau. Em sua introdução A Liberdade, ele fez um relato da limitação histórica do poder real pela multidão, um conflito que ele chamou de "liberdade". Este progresso foi procurado "obtendo o reconhecimento de certas imunidades, chamadas liberdades ou direitos políticos, cuja violação deveria ser considerada uma violação do dever por parte do governante e que, se ele a infringisse, a resistência específica ou a rebelião geral seriam consideradas justificáveis".  Sobre a questão do tiranicídio, Mill se pronunciou firmemente a favor da virtude do "ato de um cidadão privado em abater um criminoso que, ao se elevar acima da lei, se colocou além do alcance da punição ou controle legal, [uma vez que] foi considerado por nações inteiras e por alguns dos melhores e mais sábios homens, não um crime, mas um ato de virtude exaltada". 

#### Samuel Johnson

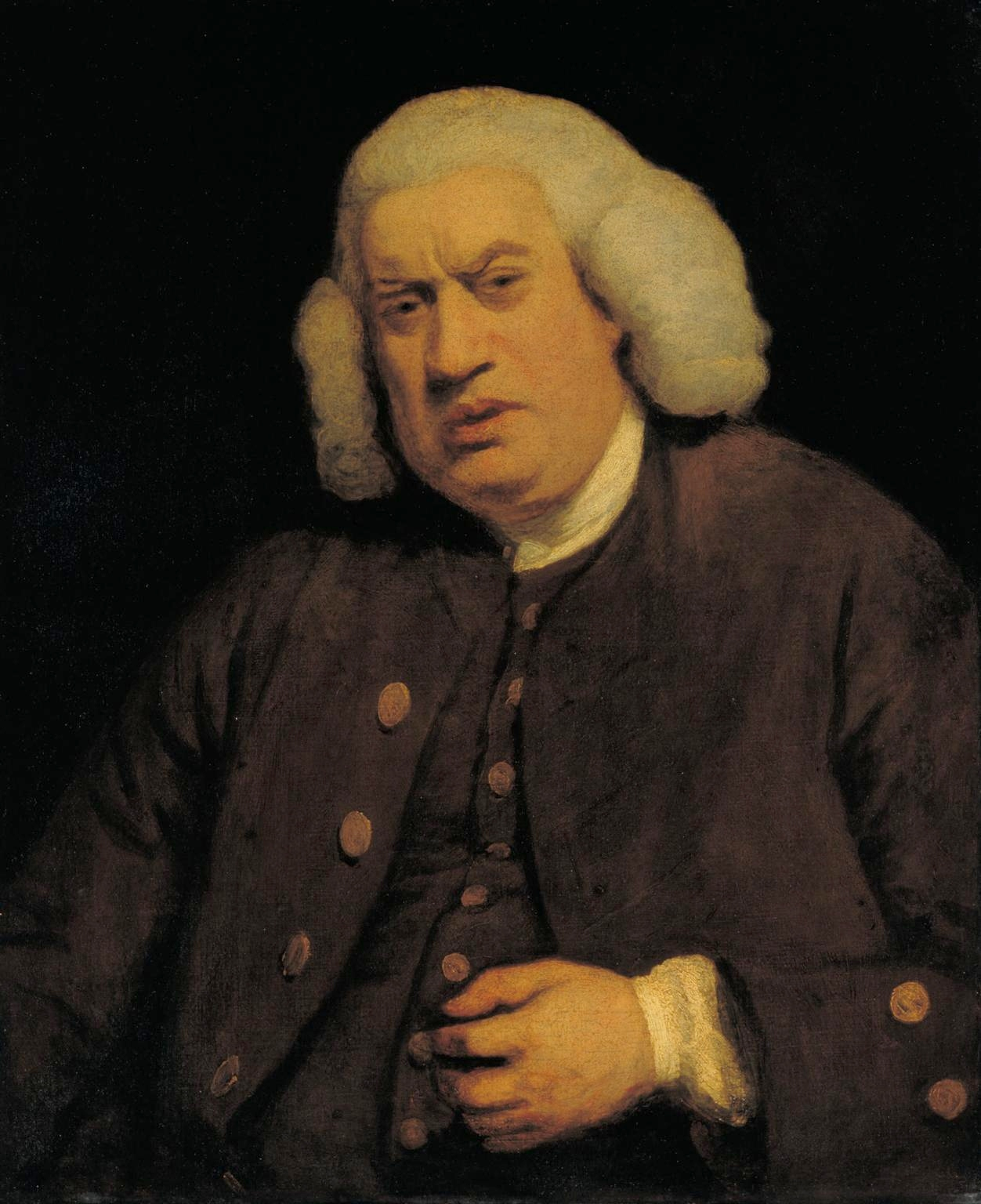
Samuel Johnson viu as justificativas para o direito de se rebelar contra a tirania.

O biógrafo escocês James Boswell destacou o ataque do crítico literário Samuel Johnson à suposição generalizada de que "o rei não pode fazer nada errado":

Se o abuso for enorme, a Natureza se levantará e, reivindicando seus direitos originais, derrubará um sistema político corrupto.
Boswell enfatizou esta frase "com peculiar prazer, como um nobre exemplo daquele espírito verdadeiramente digno de liberdade que sempre brilhou em seu coração".  Johnson parecia acreditar que alguma forma de direito à revolução era inerente à lei natural. Ele considerou "que em nenhum governo o poder pode ser abusado por muito tempo. A humanidade não suportará isso. Se um soberano oprime seu povo em grande medida, eles se levantarão e cortarão sua cabeça. Há um remédio na natureza humana contra a tirania, que nos manterá seguros sob todas as formas de governo. Se o povo da França não se considerasse honrado por compartilhar das ações brilhantes de Luís XIV, eles não o teriam suportado; e podemos dizer o mesmo do povo do rei da Prússia." 

### Uso na história
Os movimentos revolucionários subsequentes a este se basearam na teoria de Locke como justificativa para o exercício do direito de revolução.

#### A Revolução Gloriosa
Durante a Revolução Gloriosa de 1688, o Parlamento da Inglaterra efetivamente depôs Jaime II da Inglaterra e o substituiu por Guilherme III de Orange-Nassau, devido às inclinações inaceitáveis do primeiro em direção ao absolutismo e ao catolicismo. Embora o tratado de Locke tenha sido publicado no ano seguinte, suas ideias já eram amplamente difundidas no sistema político inglês da época.

A tomada da Bastilha em 14 de julho de 1789 passou a simbolizar a Revolução Francesa, quando um povo se levantou para exercer seu direito à revolução.

Embora Locke tenha alegado que o propósito de seu livro era justificar a ascensão de Guilherme III ao trono, argumenta-se que a maior parte da escrita foi concluída entre 1679 e 1680, durante a Crise da Exclusão, que tentou impedir que Jaime II assumisse o trono. Anthony Ashley-Cooper, 1º conde de Shaftesbury, mentor, patrono e amigo de Locke, apresentou o projeto de lei, mas ele não teve sucesso.  Alternativamente, o trabalho está melhor associado às conspirações revolucionárias que giraram em torno do que viria a ser conhecido como a Conspiração da Casa de Rye. 

#### A Revolução Americana
O direito à revolução desempenhou um papel importante nos escritos dos revolucionários americanos no período que antecedeu a Revolução Americana. O tratado político Common Sense, de Thomas Paine, usou o conceito como argumento para a rejeição da monarquia britânica e a separação do Império Britânico, em oposição ao mero autogoverno dentro dele. O direito também foi citado na Declaração de Independência dos Estados Unidos, escrita por Thomas Jefferson, dois terços da qual consistem em uma lista dos erros cometidos pelo Rei George III que violaram o direito natural dos colonos à vida, à liberdade e à propriedade. De acordo com a declaração:

Sempre que qualquer forma de governo se torna destrutiva desses fins, é direito do povo alterá-la ou aboli-la e instituir um novo governo, estabelecendo suas bases em tais princípios e organizando seus poderes em tal forma, que lhes pareça mais provável efetuar sua segurança e felicidade.
No entanto, a Revolução mudou de rumo para estabelecer certos limites ao direito de rebelião. No Federalista nº 28, Alexander Hamilton defendeu com sucesso a criação de um exército federal permanente, em oposição ao princípio de Locke de que um governo republicano não governa pela violência, mas pela lei. Hamilton pensou:

Que sedições e insurreições são, infelizmente, doenças tão inseparáveis do corpo político quanto tumores e erupções do corpo natural; que a ideia de governar tudo em todos os momentos pela simples força da lei (que nos disseram ser o único princípio admissível do governo republicano) não tem lugar senão nos devaneios daqueles doutores políticos cuja sagacidade desdenha as advertências da instrução experimental.
Simplificando, "Uma insurreição, qualquer que seja sua causa imediata, eventualmente coloca em risco todo o governo". No entanto, Hamilton ressaltou que a ampla geografia dos Estados Unidos significava que um exército federal não poderia fornecer limitação absoluta ao direito de revolução, uma vez que "se o exército federal fosse capaz de reprimir a resistência de um estado, os estados distantes teriam o poder de enfrentar com novas forças". 

#### A Revolução Francesa
O direito de revolução também foi incluído no prefácio de 1793 da Constituição Francesa de 1793 durante a Revolução Francesa. Este prefácio de 24 de junho de 1793 continha uma declaração dos direitos do homem e do cidadão, incluindo o direito à rebelião no §35: "Quando o governo viola os direitos do povo, a insurreição é para o povo, e para cada parte dele, o mais sagrado dos direitos e o mais indispensável dos deveres." 

#### Guerra Civil Americana
O direito inerente (e não constitucional) à revolta foi citado no ano anterior ao início da guerra civil como justificativa para a secessão dos Estados Confederados da América. 

## Natureza do direito

### Direito individual ou coletivo
Embora algumas explicações do direito de revolução deixem em aberto a possibilidade do seu exercício como um direito individual, era claramente entendido como um direito colectivo segundo a teoria constitucional e política inglesa. 
Como Pauline Maier observou no seu estudo Da Resistência à Revolução, “os indivíduos privados eram proibidos de usar de força contra os seus governantes, quer por malícia, quer por danos pessoais”.  Em vez disso, "não apenas alguns indivíduos, mas o 'Corpo do Povo' teve de se sentir preocupado" antes que o direito à revolução fosse justificado e com a maioria dos escritores a falar de um "'  povo inteiro que é o Público', ou o corpo do povo agindo na sua 'Autoridade pública', indicando um amplo consenso envolvendo todas as classes da sociedade". 
No segundo dos seus Dois Tratados sobre o Governo, John Locke cita o jurista William Barclay afirmando: "A certos homens é permitido... não ter outro remédio senão a paciência; mas o corpo do povo pode, com respeito, resistir à tirania intolerável, pois quando ela é moderada, eles devem suportá-la." 

### Direito versus dever
Alguns filósofos argumentam que não é apenas o direito de um povo derrubar um governo opressor, mas também seu dever. Howard Evans Kiefer opina: "Parece-me que o dever de se rebelar é muito mais compreensível do que o direito de se rebelar, porque o direito à rebelião arruína a ordem do poder, enquanto o dever de se rebelar vai além e a quebra." 
Morton White escreve sobre os revolucionários americanos: "A noção de que eles tinham o dever de se rebelar é extremamente importante de enfatizar, pois mostra que eles pensavam que estavam cumprindo os comandos da lei natural e do Deus da natureza quando se livraram do despotismo absoluto."  A Declaração de Independência dos EUA afirma que "quando uma longa série de abusos e usurpações, perseguindo invariavelmente o mesmo Objetivo, evidencia um desígnio de reduzi-los ao Despotismo absoluto, é seu direito, é seu dever, livrar-se de tal Governo" (ênfase adicionada). A frase "longa sequência de abusos" é uma referência à declaração semelhante de John Locke no Segundo Tratado sobre o Governo, onde ele estabeleceu explicitamente a derrubada de um tirano como uma obrigação. Martin Luther King Jr. também sustentou que é dever do povo resistir a leis injustas.

## Pré-condições

### No discurso filosófico
Certas teorias do direito de revolução impõem pré-condições significativas ao seu exercício, às vezes limitando sua invocação às circunstâncias mais terríveis. Aristóteles insistiu que “os homens de posição” que “se destacam na virtude têm o maior direito de todos de se rebelar”.  Embora Platão argumentasse que um dissidente deveria criticar abertamente as políticas de sua nação, "desde que suas palavras não fossem susceptíveis de cair em ouvidos moucos ou levar à perda de sua própria vida", ele também estipulou contra a insurreição violenta aparentemente necessária: "a força contra sua terra natal ele não deveria usar para provocar uma mudança na constituição, quando não é possível que a melhor constituição seja introduzida sem levar os homens ao exílio ou condená-los à morte". 
Os pensadores frequentemente enfatizam a grande responsabilidade de assumir o direito à revolução. Aquino acreditava que os aspirantes a revolucionários não tinham o direito de se rebelar contra um tirano se "o governo do tirano fosse perturbado de forma tão desmedida que os seus súbditos sofressem maiores danos com a perturbação consequente do que com o governo do tirano".  Michel de Montaigne foi igualmente cauteloso, alertando que "para estabelecer um regime melhor em vez daquele que um homem derrubou, muitos que o tentaram fracassaram".  Até a Declaração de Independência dos Estados Unidos admite que “a prudência, de fato, ditará que governos há muito estabelecidos não devem ser mudados por causas leves e transitórias”. 
Em Leviatã, Thomas Hobbes argumentou que, uma vez que consentiram em investir seu soberano com o direito de governo, os súditos monárquicos só podem mudar de governante com a permissão do soberano original. Ele afirma que "aqueles que são súditos de um monarca não podem, sem sua permissão, abandonar a monarquia e retornar à confusão de uma multidão desunida; nem transferir sua pessoa daquele que a carrega para outro homem ou outra assembleia de homens".  Em outro lugar, ele enfatiza este ponto ao dizer que "os comandos daqueles que têm o direito de comandar não devem ser censurados nem contestados por seus súditos". 
John Locke acreditava na condição prévia de que o direito à insurreição violenta só poderia ser mantido por aqueles que desafiassem a tirania, estipulando "que a força não deve ser oposta a nada além da força injusta e ilegal".  O direito à revolução apenas dava ao povo o direito de se rebelar contra um governo injusto, não contra qualquer governo: "quem quer que seja, governante ou súdito, pela força invada os direitos do príncipe ou do povo e estabeleça as bases para derrubar a constituição e a estrutura de qualquer governo justo, é culpado do maior crime que penso que um homem é capaz de cometer". 
Em Dois Tratados de o Governo, Locke discute as noções do filósofo pró-monarquia William Barclay sobre as pré-condições para o direito de revolução contra um monarca: "Primeiro. Ele diz que deve ser com reverência. Segundo. Deve ser sem retribuição ou punição; e a razão que ele dá é, 'porque um inferior não pode punir um superior'." Locke discordou de ambas as pré-condições, explicando que é impossível atacar qualquer oposição 'com reverência' e que um opressor perde sua superioridade por ser um opressor.  Em outro lugar, Barclay insiste que um rei deve ser destronado como uma pré-condição para o direito de revolução contra uma monarquia: "O povo, portanto, nunca pode obter poder sobre ele a menos que ele faça algo que o faça deixar de ser um rei", o que só pode acontecer se o rei tentar derrubar seu reino ou tornar seu governo dependente da força fornecida por outro país. 
Em seu tratado Política, Aristóteles desaprova a disposição da constituição cretense para o direito aristocrático de revolução contra os Cosmi, os dez magistrados mais importantes do país: "O pior de tudo é a suspensão do cargo de Cosmi, um dispositivo ao qual os nobres frequentemente recorrem quando não se submetem à justiça". Para Aristóteles, isso é evidência de interferência oligárquica codificada em um governo republicano supostamente constitucional.  Contrariamente a esta visão, o pensador iluminista francês Montesquieu acreditava que esta instituição impedia com sucesso o abuso de poder, graças à pré-condição existente de um poderoso patriotismo sentido pelos cretenses em relação à sua ilha. 

### Durante a Revolução Americana

A apresentação do rascunho da Declaração de Independência na Declaração de Independência de John Trumbull retrata outra idealização do exercício do direito de revolução.

No contexto revolucionário americano, encontramos expressões do direito à revolução tanto sujeitas a pré-condições quanto irrestritas por condições. Na véspera da Revolução Americana, por exemplo, os americanos consideraram que sua situação justificava o exercício do direito de revolução. Alexander Hamilton justificou a resistência americana como uma expressão da “lei da natureza” que corrigia as violações dos “primeiros princípios da sociedade civil” e as invasões dos “direitos de todo um povo”.  Para Thomas Jefferson, a Declaração foi o último esforço de um povo oprimido — a posição em que muitos americanos se viam em 1776. A ladainha de queixas coloniais de Jefferson foi um esforço para estabelecer que os americanos cumpriram seu dever de exercer o direito natural de revolução.
Certos estudiosos, como o historiador jurídico Christian Fritz, escreveram que, com o fim da Revolução, os americanos não renunciaram ao direito de revolução. Na verdade, eles codificaram-no nas suas novas constituições  e ainda hoje 35 constituições de estados americanos têm as mesmas disposições ou disposições semelhantes sobre o direito à revolução, como no preâmbulo da Declaração de Independência dos Estados Unidos .  Por exemplo, as constituições consideradas "conservadoras", como as do Massachusetts pós-revolucionário em 1780, preservaram o direito do povo "de reformar, alterar ou mudar totalmente" o governo, não apenas para sua protecção ou segurança, mas também sempre que a sua "prosperidade e felicidade o exigissem".  Essa expressão não era incomum nas primeiras constituições americanas. A constituição de Connecticut de 1818 articulou o direito do povo de "em todos os momentos" alterar o governo "da maneira que considerar conveniente". 
Fritz, em American Sovereigns: The People and America's Constitutional Tradition Before the Civil War, descreve uma dualidade nas visões americanas sobre as pré-condições para o direito de revolução: "Algumas das primeiras constituições estaduais incluíam disposições de 'alterar ou abolir' que refletiam o direito tradicional de revolução", na medida em que exigiam pré-condições terríveis para seu exercício.  A constituição de Maryland de 1776 e a constituição de New Hampshire de 1784 exigiam a perversão dos fins do governo e o perigo para a liberdade pública e que todos os outros meios de reparação eram inúteis.  Mas, em contraste, outros estados dispensaram as onerosas condições prévias para o exercício do direito. Na constituição da Virgínia de 1776, o direito surgiria simplesmente se o governo fosse "inadequado" e a constituição da Pensilvânia de 1776 exigia apenas que o povo considerasse uma mudança como "mais propícia" ao bem-estar público. 

## Direito natural ou direito positivo
As descrições do Direito de Revolução também diferem quanto a se esse direito é considerado uma lei natural (uma lei cujo conteúdo é definido pela natureza e que, portanto, tem validade em todos os lugares) ou uma lei positiva (lei promulgada ou adotada pela autoridade competente para governar o Estado).
Um exemplo da natureza dupla do direito de revolução, tanto como lei natural quanto como lei positiva, é encontrado no contexto revolucionário americano. Embora a Declaração de Independência dos Estados Unidos invocasse o direito natural de revolução, o direito natural não era a única justificativa para a independência dos Estados Unidos. A doutrina constitucional inglesa também apoiou as ações dos colonos, pelo menos até certo ponto. Na década de 1760, a lei inglesa reconheceu o que os Comentários sobre as Leis da Inglaterra de William Blackstone chamaram de "a lei de reparação contra a opressão pública".  Assim como o direito de revolução da lei natural, essa lei constitucional de reparação justificava a resistência do povo ao soberano. Essa lei de reparação surgiu de um contrato entre o povo e o rei para preservar o bem-estar público. Este contrato original foi “um dogma central no direito constitucional inglês e britânico” desde “tempos imemoriais”.  A longa lista de queixas da Declaração declarou que este acordo tinha sido violado. 
Essa lei de reparação bem aceita justificava a resistência do povo a atos inconstitucionais do governo. A liberdade dependia do direito "máximo" do povo de resistir. As ordens inconstitucionais que violam o “pacto voluntário entre governantes e governados” podem ser “ignoradas” e as ordens arbitrárias podem ser combatidas com força.  Esse direito implicava um dever por parte do povo de resistir a atos inconstitucionais. Como Alexander Hamilton observou em 1775, o governo exerceu poderes para proteger "os direitos absolutos" do povo e o governo perdeu esses poderes e o povo poderia recuperá-los se o governo violasse este contrato constitucional. 
A lei de reparação tinha limites como o direito de revolução sob a lei natural. O direito de reparação, assim como o direito de revolução, não era um direito individual. Pertencia à comunidade como um todo, como uma das partes do contrato constitucional original.  Não era um meio de primeiro recurso, nem uma resposta a erros triviais ou casuais do governo.  Os Comentários de Blackstone sugeriram que o uso da lei de reparação seria "extraordinário", aplicando-se, por exemplo, se o rei quebrasse o contrato original, violasse "as leis fundamentais" ou abandonasse o reino.  Durante a crise da Lei do Selo da década de 1760, o Congresso Provincial de Massachusetts considerou que a resistência ao rei era justificada se a liberdade fosse atacada pela "mão da opressão" e pelos "pés implacáveis da tirania".  Uma década mais tarde, a “acusação” de Jorge III na Declaração da Independência procurou pôr fim ao seu reinado soberano sobre as colónias, porque ele violou o contrato constitucional original. 
Conforme explicado na descrição do papel do direito de revolução na Revolução Americana feita pelo historiador jurídico Christian Fritz, a independência americana foi justificada por teorias convencionais do pensamento constitucional anglo-americano da época sobre o direito coletivo do povo de rejeitar um rei arbitrário. "Tanto o direito natural como a doutrina constitucional inglesa deram aos colonos o direito de se revoltarem contra a opressão do soberano."  Mas estas concepções sobre o direito à revolução na véspera da Revolução Americana baseavam-se num modelo tradicional de governo. Esse modelo postulava a existência de um acordo hipotético firmado nas brumas da antiguidade entre um rei e um povo. "Nessa barganha, o povo era protegido pelo monarca em troca de que o povo prestasse lealdade ao rei. Essa era uma relação contratual. Os revolucionários americanos acusaram George III de violar seu dever implícito de proteção sob aquele contrato, liberando assim o povo nas colônias de sua lealdade. A violação do contrato hipotético pelo soberano deu origem ao direito de revolução dos súditos – fundamentada tanto no direito natural como na doutrina constitucional inglesa." 

### Exemplos como direito positivo
Embora muitas declarações de independência busquem legitimidade apelando ao direito de revolução, muito poucas constituições mencionam esse direito ou garantem esse direito aos cidadãos devido ao efeito desestabilizador que tal garantia provavelmente produziria. Entre os exemplos de uma articulação do direito de revolução como lei positiva incluem-se:
- Os szlachta, nobres da Comunidade Polaco-Lituana, mantinham um direito de rebelião, conhecido como rokosz.
- As Constituições de El Salvador há muito reconhecem el derecho a la insurrección ("o direito à insurreição").[15]
- A constituição[16] garante aos seus cidadãos o direito de reformar o governo, no Artigo 10 da Declaração de Direitos da constituição de New Hampshire:

Sempre que os fins do governo forem pervertidos, e a liberdade pública manifestamente ameaçada, e todos os outros meios de reparação forem ineficazes, o povo pode, e deve, por direito, reformar o antigo, ou estabelecer um novo governo. A doutrina da não resistência contra o poder arbitrário e a opressão é absurda, servil e destrutiva do bem e da felicidade da humanidade.
- A Kentucky constituição[17] garante o direito de alterar, reformar ou abolir seu governo na Declaração de Direitos de Kentucky:

Todo poder é inerente ao povo, e todos os governos livres são fundados em sua autoridade e instituídos para sua paz, segurança, felicidade e proteção da propriedade. Para o avanço desses fins, eles têm em todos os momentos o direito inalienável e irrevogável de alterar, reformar ou abolir seu governo da maneira que julgarem adequada.
- Uma formulação semelhante é usada na constituição da Pensilvânia,[18] sob o Artigo 1, Seção 2 da Declaração de Direitos:

Todo poder é inerente ao povo, e todos os governos livres são fundados em sua autoridade e instituídos para sua paz, segurança e felicidade. Para o avanço desses fins, eles têm em todos os momentos um direito inalienável e irrevogável de alterar, reformar ou abolir seu governo da maneira que acharem adequada.
- O Artigo I, §1 da Tennessee constituição[19] declara:

Que todo poder é inerente ao povo, e todos os governos livres são fundados em sua autoridade, e instituídos para sua paz, segurança e felicidade; para o avanço desses fins, eles têm em todos os momentos, um direito inalienável e irrevogável de alterar, reformar ou abolir o governo da maneira que acharem adequada
- A Constituição da Carolina do Norte de 21 de novembro de 1789 contém em sua Declaração de Direitos:[20]

3d. Que o Governo deve ser instituído para o benefício comum, proteção e segurança do povo; e que a doutrina da não resistência contra o poder arbitrário e a opressão é absurda, servil e destrutiva para o bem e a felicidade da humanidade.
- A Constituição do Texas[21] contém uma redação semelhante no Artigo 1, Seção 2:

Todo poder político é inerente ao povo, e todos os governos livres são fundados em sua autoridade e instituídos para seu benefício. A fé do povo do Texas está comprometida com a preservação de uma forma republicana de governo e, sujeito apenas a esta limitação, eles têm em todos os momentos o direito inalienável de alterar, reformar ou abolir seu governo da maneira que acharem conveniente.
- O prefácio da Constituição Francesa de 1793 é uma "Declaração dos Direitos do Homem e do Cidadão" com várias disposições sobre o direito à revolução que afirmam no

Artigo 11: Qualquer ato dirigido contra uma pessoa, fora dos casos e sem as formas determinadas pela lei, é arbitrário e tirânico; se for feita uma tentativa de executar tal ato pela força, a pessoa que é o objeto dela tem o direito de resistir a ela pela força.[22]
Artigo 12: Aqueles que incitam, despacham, assinam ou executam atos arbitrários, ou fazem com que sejam executados, são culpados e devem ser punidos.[22]
...
Artigo 27: Qualquer indivíduo que usurpar a soberania seja morto instantaneamente por homens livres.[22]
...

Artigos 33–35: A resistência à opressão é a consequência dos outros direitos do homem. Há opressão contra o corpo social quando um único de seus membros é oprimido. Há opressão contra todos os membros quando o corpo social é oprimido. Quando o governo viola os direitos do povo, a insurreição é para o povo, e para cada porção dele, o mais sagrado dos direitos e o mais indispensável dos deveres.[22]}
- A Lei Básica da República Federal da Alemanha de 1949, a constituição federal, contém cláusulas arraigadas e inalteráveis que protegem os direitos humanos e direitos naturais, bem como uma cláusula em seu Artigo 20 (desde 1968) que reconhece o direito do povo de resistir à tirania inconstitucional, se todas as outras medidas falharem:

Todos os alemães terão o direito de resistir a qualquer pessoa que busque abolir esta ordem constitucional, se nenhuma outra solução estiver disponível.[23]
- Todas as constituições Grega desde a Revolução Grega continham um direito de resistência em seu artigo conclusivo. A atual Constituição Grega declara no Artigo 120:

A observância da constituição é confiada ao patriotismo dos gregos que terão o direito e o dever de resistir por todos os meios possíveis contra qualquer um que tente a abolição violenta da Constituição.[24]
- A Carta dos Direitos e Liberdades Fundamentais, uma parte dos sistemas constitucionais da República Tcheca e da República Eslovaca, declara no Artigo 23:

Os cidadãos têm o direito de resistir a qualquer um que queira acabar com a ordem democrática dos direitos humanos e liberdades fundamentais, estabelecida por esta Carta, se as ações dos órgãos constitucionais ou o uso efetivo de meios legais tiverem sido frustrados.[25]
- Este direito é inferido no terceiro parágrafo do preâmbulo da Declaração Universal dos Direitos Humanos, que afirma:

Considerando que é essencial, se o homem não for compelido a recorrer, como último recurso, à rebelião contra a tirania e a opressão, que os direitos humanos sejam protegidos pelo estado de direito.[26]

## Relevância moderna
Alguns argumentam que, como nos tempos modernos os governos democráticos podem ser derrubados pelo voto popular, o direito do povo de remover o governo tornou-se parte integrante do sistema político. Em um estudo sobre a ideia de governo do povo na Revolução Americana e no início da América pós-revolucionária, o historiador jurídico Christian G. Fritz escreve:

A lógica constitucional de reconhecer o povo, não um rei, como o soberano implicava a irrelevância de um direito de revolução na América. Isso não se desenvolveu instantaneamente ou uniformemente após o estabelecimento dos governos americanos. Algumas das primeiras constituições estaduais incluíam disposições de "alterar ou abolir" que refletiam o direito tradicional de revolução. ... Outras constituições estaduais adotaram versões diferentes desse direito de "alterar ou abolir" o governo que não soavam como o direito tradicional de revolução. Nessas disposições, a capacidade do povo de revisar constituições existia independentemente das pré-condições tradicionais para o direito de revolução. ... Cada vez mais, à medida que os americanos o incluíam em suas constituições, o direito de revolução passou a ser visto como um princípio constitucional que permitia ao povo, como soberano, controlar o governo e revisar suas constituições sem limites. Dessa forma, a direita se libertou de suas amarras tradicionais de resistência à opressão. As disposições de alteração ou abolição agora poderiam ser interpretadas de forma consistente com o princípio constitucional de que, na América, o soberano era o povo.